# Nuñomoral
Nuñomoral ist ein westspanisches Dorf und eine Gemeinde (municipio) mit 1.202 Einwohnern (Stand: 2024) in der Provinz Cáceres im Norden der autonomen Region Extremadura. Neben dem Hauptort Nuñomoral besteht die Gemeinde aus den Ortschaften Aceitunilla, Asegur, Cerezal, El Gasco, Fragosa, Martilandrán, Rubiaco und Vegas de Coria sowie den Wüstungen La Batuequilla und La Horcajada.

## Lage und Klima
Nuñomoral liegt in einem Teil des Iberischen Gebirges, in einer Höhe von ca. 480 m. Der Río Hurdano durchfließt die Gemeinde. Die Entfernung nach Cáceres beträgt etwa 130 km (Fahrtstrecke) in südlicher Richtung. Das Klima ist gemäßigt; Regen fällt hauptsächlich im Winterhalbjahr.

## Bevölkerungsentwicklung
| Jahr      | 1970 | 1981 | 1991 | 2001 | 2011 | 2021 |
| Einwohner | 2824 | 2672 | 2195 | 1768 | 1403 | 1225 |

## Sehenswürdigkeiten

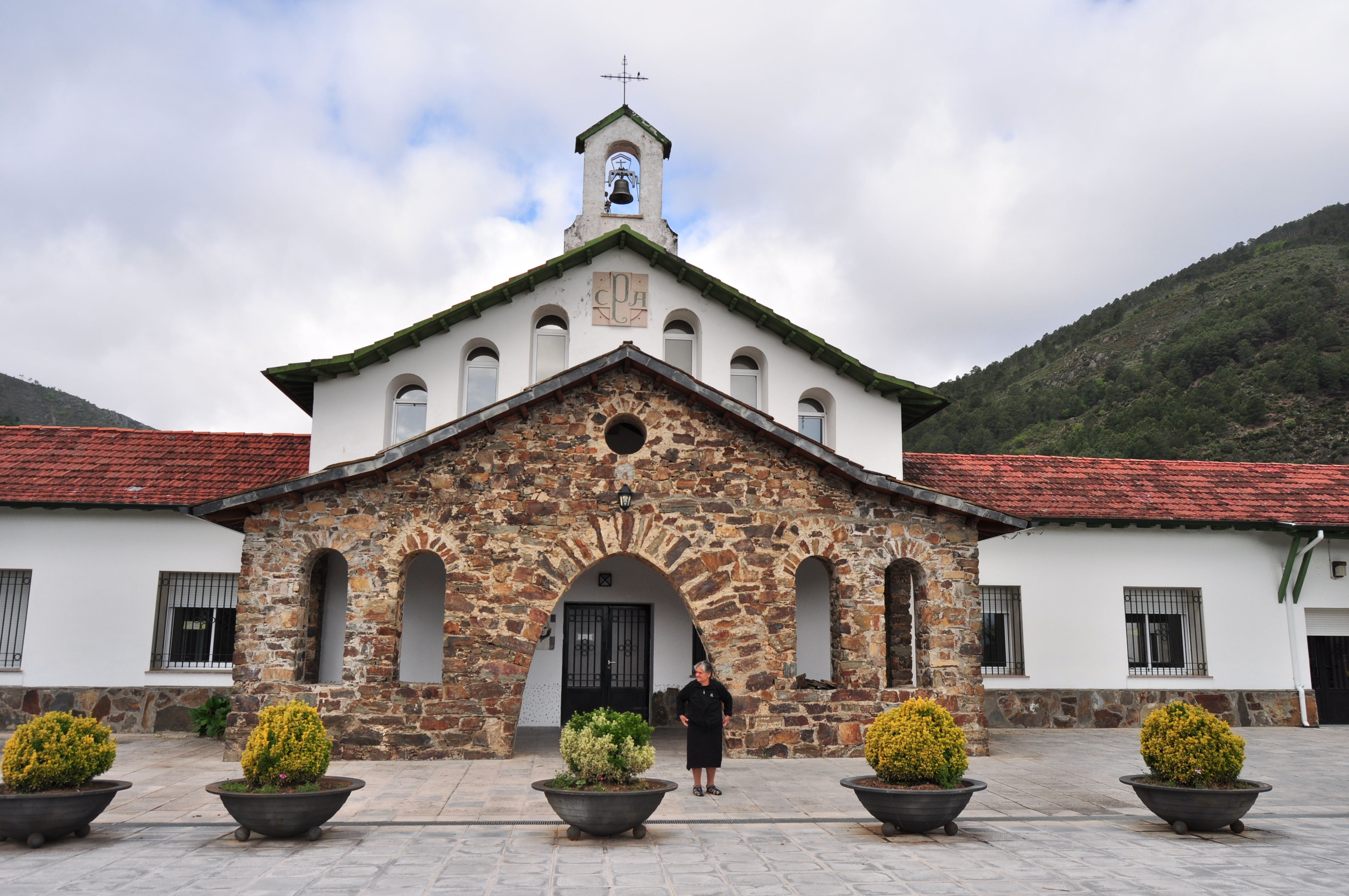
Kirche Mariä Himmelfahrt
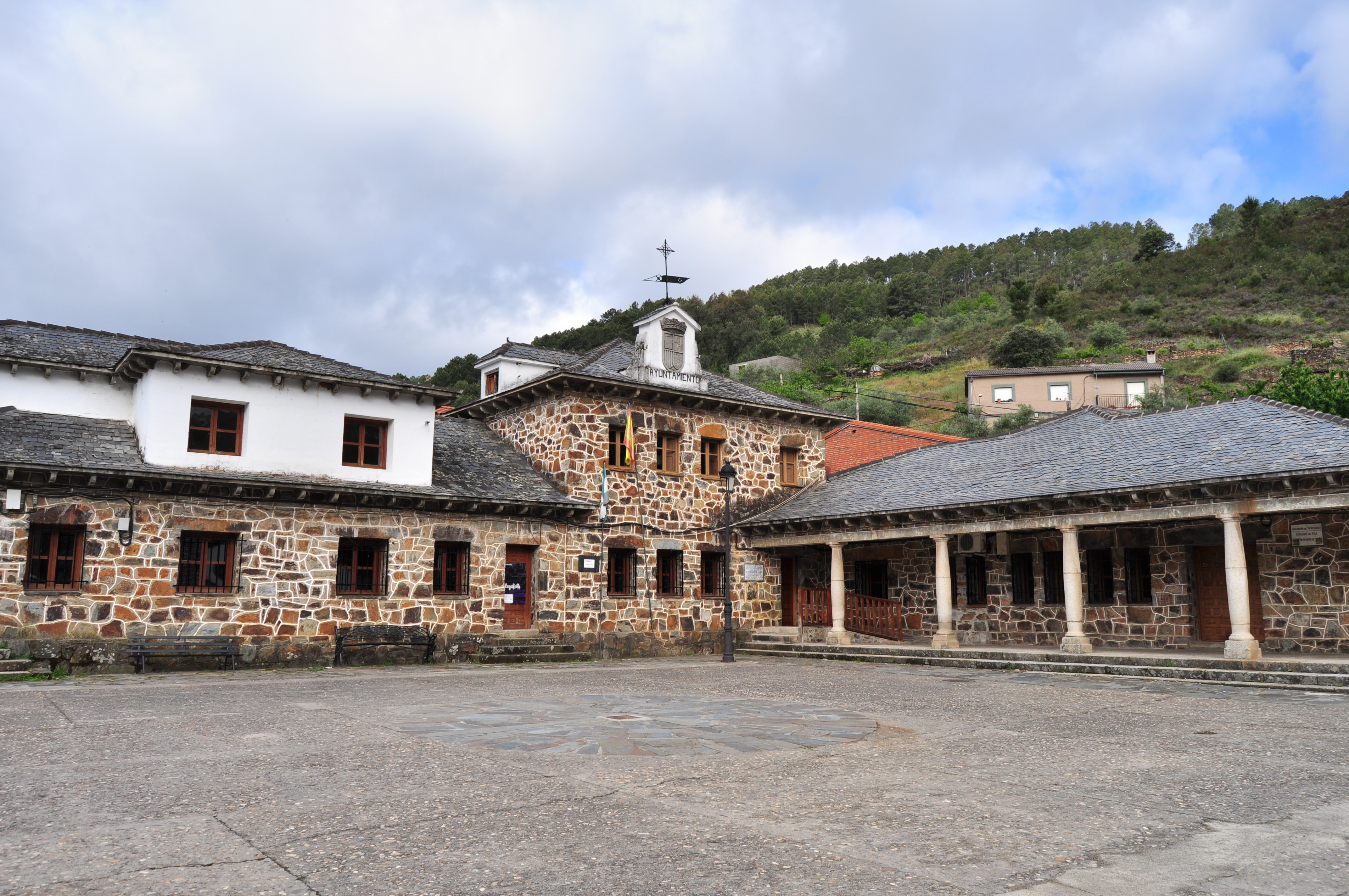
Kapelle von Martinlandran

- Kapelle von Martinlandran
- Rathaus